# Paing Takhon
Sit Ko Paing (စစ် ကို ပိုင်, 17 de septiembre de 1996) más conocido como Paing Takhon (en birmano: ပိုင်တံခွန်) es un modelo, actor y cantante birmano. Comenzó su carrera en 2014 como modelo de pasarela.
En 2018, Paing Takhon apareció en la lista "23 hombres asombrosos del sur de Asia que son demasiado hermosos para las palabras" de BuzzFeed. En 2019, fue incluido en la lista de los "10 mejores actores" de The Myanmar Times.

## Educación
Paing Takhon nació el 17 de septiembre de 1996 en Kawthaung (región de Tanintharyi), sus padres se llamaban Tun Moe y Khin Kyu, pero creció en Khamaukgyi. Es el cuarto hijo de seis hermanos, tiene un hermano mayor, dos hermanas mayores y dos hermanos menores. Se graduó en la escuela secundaria de educación básica n.º 1 Khamaukgyi. En 2014, Paing se mudó a Yangón para convertirse en modelo. Continuó estudiando en la Universidad de Educación a Distancia de Rangún la carrera de Psicología.

## Carrera profesional

### 2014-2016: inicios como modelo
Se unió a la escuela de modelos de John Lwin en 2014. Desde entonces, se formó profesionalmente en modelaje y pasarela. Comenzó en el mundillo participando en múltiples eventos publicitarios y pasarelas como modelo de la Agencia Internacional de Modelado Star & Model de John Lwin. Luego vinieron  ofertas de anuncios de televisión y luego de DVD. Ha aparecido en muchos videos musicales y como modelo en fotos de portada de revistas. Su arduo trabajo como modelo y actuación en publicidad llamó la atención de la industria cinematográfica y pronto también le llegaron ofertas de casting de películas.
En 2016, viajó a Indonesia para participar en "Asean Celebrity Explore Quest Malaysia 2016" (ACEQM) junto con Nan Su Yati Soe como representante de Myanmar, que se lleva a cabo con celebridades y modelos famosos de países del sudeste asiático. En el evento actuaron junto a U Shwe Yoe y Daw Moe dance.

### 2017-presente: debut como actor y creciente popularidad
Saltando a la fama en 2017, se convirtió en actor. Hizo su debut con un papel principal en la película Midnight Traveler junto a Nang Khin Zay Yar. Luego protagonizó la película de drama Bad Boys 2 (Angel of Bad Boys), donde otra vez interpretó el papel principal. En el 2018 interpretó al protagonista masculino en la película  de acción-terror Thaman Kyar (Weretiger) junto a Angel Lamung.
En marzo de 2019, se anunció que había sido elegido como el protagonista masculino de la serie dramática documental Kha Yee Thwar Kauk Kyaung (Traveller's Notes) junto a Thinzar Wint Kyaw. En abril de 2019, fue elegido para la película de terror Thu Bal Thu Lae (Who is he?) junto a Nyein Thaw, Cham Min Ye Htut y Thinzar Wint Kyaw.
A partir de 2019, se empezó a hacer popular también en Tailandia, un raro caso de fama en este país para una celebridad de Myanmar. El 3 de agosto de 2019, celebró una gran reunión de aficionados en Bangkok donde una gran multitud de seguidores suyos se reunieron. Apareció en patrocinios comerciales y telenovelas en Tailandia. Es embajador de la Comunidad Económica de la ASEAN. El 21 de septiembre de 2019, fue nombrado embajador de turismo de Myanmar en Tailandia por la Asociación de Marketing de Turismo de Myanmar junto con la Federación de Turismo de Myanmar. Fue nombrado número 10 en las "100 caras más guapas de 2020" por TC Candler.
En 2020, iba a protagonizar la próxima película The Clock: Red Wall dirigida por el director camboyano Leak Lyda.

## Carrera musical
Paing Takhon comenzó a sacar canciones en 2017. Lanzó su álbum debut en solitario "Chit Thu" (Lover) el 16 de septiembre de 2017. Donó todo su dinero de la venta de sus álbumes a niños huérfanos de la escuela de huérfanos Ananda Metta.

## Embajador de marca
También es conocido como rostro de muchas marcas, comenzando como embajador de Pond's Myanmar en 2014. En 2019, comenzó a trabajar como embajador de marca para importantes marcas como Oppo Myanmar, Telenor Myanmar, Sunkist Myanmar, la bebida energética T247 y Sailun Tire Myanmar.

## Negocio
Paing Takhon es socio comercial y accionista de United Amara Bank. También es el fundador de una empresa de productos de belleza.

## Actividades políticas
Tras el golpe de Estado en Myanmar de 2021, Paing Takhon participó activamente en el movimiento prodemocracia tanto acudiendo en persona a manifestaciones como a través de las redes sociales. Denunció públicamente el golpe militar y ha participado en protestas desde febrero. Se unió al movimiento de saludo de tres dedos "Queremos justicia". El movimiento se lanzó en las redes sociales y muchas celebridades más se han unido al movimiento.
El 7 de abril de 2021, el Consejo de Administración del Estado emitió órdenes de arresto contra su persona en virtud del artículo 505 (a) del código penal por hablar en contra del golpe militar. Junto con varias otras celebridades, fue acusado de pedir la participación en el Movimiento de Desobediencia Civil (MDL) y dañar la capacidad del estado para gobernar, de apoyar al Comité Representante de Pyidaungsu Hluttaw y de incitar en general a la gente a perturbar la paz y la estabilidad de la Nación.
El 8 de abril de 2021, fue arrestado y puesto bajo custodia en el área de North Dagon en Rangún a las 5:00 a. m. desde la casa de su madre, según informes de los medios locales. En el momento de su detención, padecía enfermedades coronarias y paludismo cerebral.

## Filmografía

### Cine (Cine)
| Año  | Título en inglés             | Título birmano | Coprotagonistas                                 | Notas |
| ---- | ---------------------------- | -------------- | ----------------------------------------------- | ----- |
| 2017 | Midnight Traveller           | သန်းခေါင်ယံ ခရီးသည်များ    | Nang Khin Zay Yar                               |       |
| 2017 | Bad Boys 2                   | လူဆိုး လေးများ ၂        | Zay Ye Htet, Patricia                           |       |
| 2018 | Thaman Kyar (Weretiger)      | သ မန်း ကျား         | Ángel Lamung                                    |       |
| TBA  | Thu Bal Thu Lae (Who is he?) | သူ ဘယ်သူလဲ         | Nyein Thaw, Cham Min Ye Htut, Thinzar Wint Kyaw |       |

### Series de televisión
| Año | Título en inglés                              | Título birmano | Coprotagonistas   | Notas |
| --- | --------------------------------------------- | -------------- | ----------------- | ----- |
| TBA | Kha Yee Thwar Kauk Kyaung (Traveller's Notes) | ခရီးသွား ကောက်ကြောင်း       | Thinzar Wint Kyaw |       |

## Discografía

### Álbumes en solitario
- Chit Thu (Amante) (ချစ်သူ) (2016)